# Slavoljub Srnić
Slavoljub Srnić (in serbo Славољуб Срнић?; Šabac, 12 gennaio 1992) è un calciatore serbo, centrocampista del Čukarički.

## Biografia
Ha anche un fratello gemello, Dragoljub, anch'egli calciatore.

## Palmarès

### Club

#### Competizioni nazionali
- Coppa di Serbia: 4

Čukarički: 2014-2015
Stella Rossa: 2020-2021, 2021-2022, 2022-2023
- Campionato serbo: 5

Stella Rossa: 2015-2016, 2017-2018, 2020-2021, 2021-2022, 2022-2023